# Nederlandse kampioenschappen atletiek 1957
In 1957 werden de Nederlandse kampioenschappen atletiek gehouden op 10 en 11 augustus op het sportcomplex aan de Zuidlarenstraat in Den Haag. De organisatie lag in handen van het district Zuid-Holland van de in KNAU. De weersomstandigheden waren stormachtig met af en toe een enkele bui en hadden een zeer nadelige invloed op de prestaties. 
Op 14 juli werden tijdens invitatiewedstrijden op de Nenyto-baan in Rotterdam al het NK op de onderdelen 200 m horden, 3000 m steeplechase en kogelslingeren gehouden.
Het NK-marathon werd op 18 augustus gehouden in de Enschede als onderdeel van de jaarlijkse internationale marathon.
De Nederlandse kampioenschappen tienkamp (heren) en vijfkamp (dames) werden gehouden op 21 en 22 september in Rotterdam. 
Ten slotte werden de Nederlandse kampioenschappen 20 km snelwandelen gehouden op respectievelijk 17 juli in Badhoevedorp en de 50 km op 3 november in Aerdenhout. Het NK 20 km snelwandelen werd voor het eerst gehouden.

## Uitslagen

### 100 m
| rang   | atleet      | prestatie |
| ------ | ----------- | --------- |
| Goud   | Theo Saat   | 10,5 s    |
| Zilver | Henk Visser | 10,6 s    |
| Brons  | Hans Griek  | 10,7 s    |

| rang   | atlete             | prestatie |
| ------ | ------------------ | --------- |
| Goud   | Hannie Bloemhof    | 11,5 s    |
| Zilver | Ine ter Laak-Spijk | 11,7 s    |
| Brons  | Joke Jansen-Claus  | 11,7 s    |

### 200 m
| rang   | atleet            | prestatie |
| ------ | ----------------- | --------- |
| Goud   | Rob van der Knaap | 21,7 s    |
| Zilver | M. van Dongen     | 22,0 s    |
| Brons  | Johan Spoelman    | 22,1 s    |

| rang   | atlete             | prestatie |
| ------ | ------------------ | --------- |
| Goud   | Hannie Bloemhof    | 23,6 s    |
| Zilver | Ria van Kuyk       | 23,8 s    |
| Brons  | Ine ter Laak-Spijk | 24,0 s    |

### 400 m
| rang   | atleet       | prestatie |
| ------ | ------------ | --------- |
| Goud   | Henk Haus    | 49,9 s    |
| Zilver | P. Dekker    | 50,6 s    |
| Brons  | Fred Moerman | 50,6 s    |

### 800 m
| rang   | atleet                | prestatie |
| ------ | --------------------- | --------- |
| Goud   | Mijndert Blankenstein | 1.57,0    |
| Zilver | Henk Heida            | 1.57,3    |
| Brons  | Ton van Dorst         | 1.57,4    |

| rang   | atlete                   | prestatie |
| ------ | ------------------------ | --------- |
| Goud   | Co Beentjes              | 2.25,0    |
| Zilver | Marie Poissonnier        | 2.25,4    |
| Brons  | Sietske Rijpstra-Jeltema | 2.26,0    |

### 1500 m
| rang   | atleet           | prestatie |
| ------ | ---------------- | --------- |
| Goud   | Joep Delnoye     | 4.00,9    |
| Zilver | Bertus Veldhoven | 4.03,6    |
| Brons  | Antoon Jonkers   | 4.06,1    |

### 5000 m
| rang   | atleet      | prestatie |
| ------ | ----------- | --------- |
| Goud   | Wim Roovers | 15.04,6   |
| Zilver | Henk Viset  | 15.05,4   |
| Brons  | Borst       | 15.22,6   |

### 10.000 m
| rang   | atleet      | prestatie |
| ------ | ----------- | --------- |
| Goud   | Hein Cujé   | 31.53,0   |
| Zilver | Frans Künen | 32.14,8   |
| Brons  | Paul Verra  | 32.19,6   |

### 110 m horden/80 m horden
| rang   | atleet          | prestatie |
| ------ | --------------- | --------- |
| Goud   | Peter Nederhand | 14,6 s    |
| Zilver | Jan Parlevliet  | 14,6 s    |
| Brons  | Eef Kamerbeek   | 14,6 s    |

| rang   | atlete               | prestatie |
| ------ | -------------------- | --------- |
| Goud   | Corrie van den Bosch | 11,5 s    |
| Zilver | Wil Bakker-Cysouw    | 11,6 s    |
| Brons  | Selma Heystek        | 11,7 s    |

### 200 m horden
| rang   | atleet          | prestatie |
| ------ | --------------- | --------- |
| Goud   | Jan Parlevliet  | 24,2      |
| Zilver | Peter Nederhand | 24,2      |
| Brons  | Marius Bos      | 24,6      |

### 400 m horden
| rang   | atleet         | prestatie |
| ------ | -------------- | --------- |
| Goud   | Jan Parlevliet | 57,5 s    |
| Zilver | Eddy Boere     | 58,2 s    |
| Brons  | Philip Zock    | 58,8 s    |

### 3000 m steeplechase
| rang   | atleet            | prestatie |
| ------ | ----------------- | --------- |
| Goud   | Jan Vergeer       | 9.47,4    |
| Zilver | D. Jansen         | 9.59,7    |
| Brons  | Willy van Zeeland | 10.06,0   |

### Verspringen
| rang   | atleet           | prestatie |
| ------ | ---------------- | --------- |
| Goud   | Tom Mooy         | 6,99 m    |
| Zilver | Chris Gelens     | 6,93 m    |
| Brons  | Jelle Doornbosch | 6,81½ m   |

| rang   | atlete                | prestatie |
| ------ | --------------------- | --------- |
| Goud   | Nel Zwier-Duyn        | 5,83 m    |
| Zilver | Cor Swierstra-de Beer | 5,79 m    |
| Brons  | Joke Bijleveld        | 5,61 m    |

### Hink-stap-springen
| rang   | atleet         | prestatie |
| ------ | -------------- | --------- |
| Goud   | Anne de Jong   | 14,31 m   |
| Zilver | A. Klaassen    | 13,16 m   |
| Brons  | Hugo Fischbuch | 13,09 m   |

### Hoogspringen
| rang   | atleet               | prestatie |
| ------ | -------------------- | --------- |
| Goud   | Jan Willem Nummerdor | 1,86 m    |
| Zilver | Harry van Kleeff     | 1,84 m    |
| Brons  | Rob Pommee           | 1,79 m    |

| rang   | atlete      | prestatie |
| ------ | ----------- | --------- |
| Goud   | Dini Hobers | 1,54½ m   |
| Zilver | Aly Mulder  | 1,54½ m   |
| Brons  | Nel Zwier   | 1,54½ m   |

### Polsstokhoogspringen
| rang   | atleet        | prestatie |
| ------ | ------------- | --------- |
| Goud   | Servee Wijsen | 3,70 m    |
| Zilver | Dick Wezel    | 3,50 m    |
| Brons  | Hofmeester    | 3,50 m    |

### Kogelstoten
| rang   | atleet       | prestatie |
| ------ | ------------ | --------- |
| Goud   | Ben Rebel    | 14,01 m   |
| Zilver | Cees Koch    | 13,74 m   |
| Brons  | Herman Timme | 13,63 m   |

| rang   | atlete                 | prestatie |
| ------ | ---------------------- | --------- |
| Goud   | Corrie van den Bosch   | 12,99 m   |
| Zilver | Truus Haasdonk         | 11,96 m   |
| Brons  | Toos van Eekelen-Aerts | 11,85 m   |

### Discuswerpen
| rang   | atleet       | prestatie |
| ------ | ------------ | --------- |
| Goud   | Ben Rebel    | 50,47½ m  |
| Zilver | Cees Koch    | 44,18 m   |
| Brons  | Herman Timme | 41,17 m   |

| rang   | atlete               | prestatie |
| ------ | -------------------- | --------- |
| Goud   | Ida Kok              | 41,50 m   |
| Zilver | Corry Huygen         | 41,09½ m  |
| Brons  | Corrie van den Bosch | 39,78 m   |

### Speerwerpen
| rang   | atleet               | prestatie |
| ------ | -------------------- | --------- |
| Goud   | Frans van der Heyden | 61,02 m   |
| Zilver | Eef Kamerbeek        | 59,02 m   |
| Brons  | A. van Druten        | 57,54 m   |

| rang   | atlete            | prestatie |
| ------ | ----------------- | --------- |
| Goud   | Margreet van Zelm | 42,77 m   |
| Zilver | Wil van Montfoort | 41,72 m   |
| Brons  | Annie Hoogma      | 40,59 m   |

### Kogelslingeren
| rang   | atleet       | prestatie |
| ------ | ------------ | --------- |
| Goud   | Jan Romani   | 45,83 m   |
| Zilver | Ben Rebel    | 46,50 m   |
| Brons  | Aad de Bruin | 44,13 m   |

### Tienkamp/Vijfkamp
| rang   | atleet           | prestatie |
| ------ | ---------------- | --------- |
| Goud   | Eef Kamerbeek    | 6509 p    |
| Zilver | Herman Timme     | 5451 p    |
| Brons  | Jelle Doornbosch | 5178 p    |

| rang   | atlete               | prestatie |
| ------ | -------------------- | --------- |
| Goud   | Dini Hobers          | 4289 p    |
| Zilver | Corrie van den Bosch | 4126 p    |
| Brons  | Nel Zwier            | 4090 p    |

### Marathon
| rang   | atleet         | prestatie |
| ------ | -------------- | --------- |
| Goud   | Piet Bleeker   | 2:32.39,0 |
| Zilver | Joop Frederiks | 2:44.40,0 |
| Brons  | Q. Kroezen     | 2:49.40,0 |

### 20 km snelwandelen
| rang   | atleet          | prestatie |
| ------ | --------------- | --------- |
| Goud   | Jack Heije      | 1:46.43,0 |
| Zilver | Wim Hoogendoorn | 1:52.44,0 |
| Brons  | Jan Cijs        | 1:54.25,0 |

### 50 km snelwandelen
| rang   | atleet             | prestatie |
| ------ | ------------------ | --------- |
| Goud   | Jack Heije         | 5:05.55,0 |
| Zilver | Frans van der Berg | 5:48.54,0 |
| Brons  | n.n.               |           |

1904 · 
1908 · 
1909 · 
1910 · 
1911 · 
1912 · 
1913 · 
1914 · 
1915 · 
1917 · 
1918 · 
1919 · 
1920 · 
1921 · 
1922 · 
1923 · 
1924 · 
1925 · 
1926 · 
1927 · 
1928 · 
1929 · 
1930 · 
1931 · 
1932 · 
1933 · 
1934 · 
1935 · 
1936 · 
1937 · 
1938 · 
1939 · 
1940 · 
1941 · 
1942 · 
1943 · 
1944 · 
1946 · 
1947 · 
1948 · 
1949 · 
1950 · 
1951 · 
1952 · 
1953 · 
1954 · 
1955 · 
1956 · 
1957 · 
1958 · 
1959 · 
1960 · 
1961 · 
1962 · 
1963 · 
1964 · 
1965 · 
1966 · 
1967 · 
1968 · 
1969 · 
1970 · 
1971 · 
1972 · 
1973 · 
1974 · 
1975 · 
1976 · 
1977 · 
1978 · 
1979 · 
1980 · 
1981 · 
1982 · 
1983 · 
1984 · 
1985 · 
1986 · 
1987 · 
1988 · 
1989 · 
1990 · 
1991 · 
1992 · 
1993 · 
1994 · 
1995 · 
1996 · 
1997 · 
1998 · 
1999 · 
2000 · 
2001 · 
2002 · 
2003 · 
2004 · 
2005 · 
2006 · 
2007 · 
2008 · 
2009 · 
2010 · 
2011 · 
2012 · 
2013 · 
2014 · 
2015 · 
2016 ·
2017 ·
2018 ·
2019 ·
2020 ·
2021 ·
2022 ·
2023 ·
2024 ·
2025